# Alogliptin
L'alogliptin è un composto chimico di formula C18H21N5O2 che in condizioni standard si presenta come una polvere cristallina bianca.

## Storia
Il farmaco è stato approvato dalla FDA americana nel 2013.

## Caratteristiche strutturali e fisiche
| N. di atomi pesanti                  | 25             |
| N. di donatori di legami a idrogeno  | 1              |
| N. di accettori di legami a idrogeno | 5              |
| N. di legami ruotabili               | 3              |
| N. di elementi stereogenici definiti | 1              |
| Massa monoisotopica                  | 339,16952493 u |
| Superficie polare                    | 93,7 Å²        |

Come benzoato il composto risulta:
- solubile in DMSO,
- poco solubile in acqua,
- leggermente solubile in etanolo,
- molto poco solubile in ottanolo e acetato di isopropile.

La decomposizione termica del composto può produrre gas tossici come monossido di carbonio, anidride carbonica e ossidi di azoto.

## Reattività e caratteristiche chimiche

### Metodi di determinazione
È stato svilupato un metodo analitico che utilizza la cromatografia liquida a fase inversa (RP-LC) per la determinazione dell'alogliptin (ALG) basato su un'eluzione isocratica con una fase mobile costituita da un tampone di potassio diidrogeno fosfato a pH (4,6) e acetonitrile (20:80, v/v) a una velocità di flusso di 1 mL/min con rilevamento UV a 215 nm.
La separazione cromatografica si ottiene su una colonna al cianuro Symmetry (150 mm x 4,6 mm, 5 µm). Linearità, accuratezza e precisione sono risultate accettabili nell'intervallo di concentrazione di 5-160 µg/mL per l'ALG in massa. Il metodo ottimizzato è convalidato e si è dimostrato specifico, robusto e accurato per il controllo di qualità dell'ALG nelle preparazioni farmaceutiche.

## Farmacologia e tossicologia

### Farmacocinetica
L'inibizione massima della DPP-4 si verifica entro 2 - 3 ore dalla somministrazione a dose singola in soggetti sani. L'inibizione massima della DPP-4 supera il 93% per dosi da 12,5 mg a 800 mg. L'inibizione della DPP-4 rimane sopra l'80% dopo 24 ore per dosi maggiori o uguali a 25 mg.
La Cmax e l'AUC aumentano del 7,1% e diminuiscono del 2,9% rispettivamente quando 25 mg di allogluptin sono stati somministrati dopo il pasto ad adulti sani (24 pazienti) rispetto alla somministrazione a digiuno.
L'alogliptin viene metabolizzato nel metabolita attivo M-I tramite N-demetilazione dal CYP2D6 e nel metabolita inattivo M-II mediante N-acetilazione, ma l'AUC di M-I e M-II è inferiore all'1% e al 6% di alogliptin nel plasma, rispettivamente, ed entrambi sono presenti solo in tracce.
Inoltre, l'alogliptin ha mostrato deboli effetti inibitori e debolmente induttivi sul CYP3A4/5, ma non ha inibito il CYP1A2, CYP2C8, CYP2C9, CYP2C19, CYP2D6 e non ha indotto il CYP1A2, CYP2B6, CYP2C9 e CYP2C19 (in vitro).

### Farmacodinamica
Alogliptin è un inibitore potente e altamente selettivo della DPP-4 il quale è il principale enzima coinvolto nella degradazione degli ormoni incretinici, del peptide 1 simil-glucagone (GLP-1) e del polipeptide insulinotropico glucosio-dipendente (GIP), rilasciati dall’intestino e i cui livelli aumentano in risposta ad un pasto. GLP-1 e GIP aumentano la biosintesi dell’insulina e la secrezione dalle cellule beta pancreatiche, mentre GLP-1 inibisce anche la secrezione del glucagone e la produzione epatica di glucosio.

### Effetti del composto e usi clinici
Come gli altri inibitori della DPP-4 riduce mediamente i livelli di emoglobina glicata di 0.5-1 ‘punti’ percentuali. L'alogliptin ha anche dimostrato di ridurre il glucagone postprandiale aumentando i livelli di GLP-1 attivo postprandiale rispetto al placebo in un periodo di 8 ore dopo un pasto standardizzato. L'alogliptin non influenza l'intervallo QTc.
L'Alogliptin è indicato come coadiuvante alla dieta e all'esercizio fisico per migliorare il controllo glicemico negli adulti affetti da diabete mellito di tipo 2, ma non è indicato per il trattamento del diabete di tipo 1 o della chetoacidosi diabetica.

### Controindicazioni ed effetti collaterali
Il composto non deve essere usato in pazienti con:
- chetosi grave, coma diabetico o pre-coma, diabete mellito di tipo 1
- infezioni gravi, prima e dopo l'intervento chirurgico, o con traumi gravi
- una storia di ipersensibilità a qualsiasi componente del farmaco

Nei pazienti con insufficienza renale moderata o superiore, la concentrazione ematica di questo farmaco aumenta a causa dell'escrezione ritardata, quindi il dosaggio deve essere ridotto in modo appropriato in base al grado di funzionalità renale. Deve inoltre essere posta attenzione quando il farmaco viene somministrato a pazienti:
- con insufficienza della ghiandola pituitaria o insufficienza surrenalica
- affetti da malnutrizione, fame, assunzione irregolare di cibo, assunzione di cibo insufficiente o debilitata
- che fanno esercizio muscolare intenso
- che consumano eccessivamente l'alcol
- con anamnesi di chirurgia addominale o anamnesi di ostruzione intestinale, poiché esiste il rischio di ostruzione intestinale
- alle donne in gravidanza o alle donne che potrebbero essere in stato di gravidanza

Durante gli studi clinici, i pazienti che assumevano alogliptin (25 mg al giorno) hanno segnalato reazioni avverse, tra cui pancreatite (0,2%), reazioni di ipersensibilità (0,6%), un singolo caso di malattia da siero, nasofaringite (4,4%), ipoglicemia (1,5%), mal di testa (4,2%) e infezioni delle vie respiratorie superiori (4,2%).
Nei pazienti anziani, l'incidenza di ipoglicemia con alogliptin è aumentata al 5,4%. Dopo la commercializzazione, i pazienti che assumevano alogliptin hanno segnalato pancreatite acuta e gravi reazioni di ipersensibilità. Queste reazioni includono anafilassi, angioedema e gravi reazioni cutanee avverse, tra cui la sindrome di Stevens-Johnson e il pemfigoide bolloso, e rabdomiolisi. Sono stati riportati casi post-marketing di insufficienza epatica, sia fatale che non fatale. È stato riportato che l'alogliptin può causare danni al fegato, ma le caratteristiche e i dettagli di tali lesioni non sono stati definiti.

### Interazioni
Alogliptin determina un rischio di ipoglicemie basso e solo se somministrato con sulfoniluree, di insulina lenta o nel caso di associazione tripla con metformina/pioglitazone. In questi casi è opportuno modulare i dosaggi dei vari farmaci. Ha un’azione neutra sul peso, ad eccezione che in associazione con pioglitazone e insulina lenta.
| Farmaci per il diabete: - sulfoniluree - secretagoghi dell'insulina ad azione rapida - inibitori della α-glucosidasi - farmaci biguanidi - tiazolidine - agonisti del recettore del GLP-1 - inibitori SGLT2 - preparati per insulina | L'uso concomitante può aumentare l'effetto ipoglicemizzante.      |
| Tiazolidine Pioglitazone cloridrato | L'uso concomitante può aumentare il volume plasmatico circolante. |
| Farmaci che potenziano l'effetto ipoglicemizzante dei farmaci per il diabete: - β-bloccanti - preparati di acido salicilico - inibitori delle monoaminossidasi - trattamento dell'iperlipidemia a base di fibrato - warfarin - ecc.  | L'uso concomitante può aumentare l'effetto ipoglicemizzante.      |
| Farmaci che attenuano l'effetto ipoglicemizzante dei farmaci per il diabete: - adrenalina - corticosteroidi - ormoni tiroidei - ecc.                                                                                                 | L'uso concomitante può attenuare l'effetto ipoglicemizzante.      |

## Normativa di riferimento
- Regolamento REACH[12]
- Sezione 505 del Federal Food, Drug, and Cosmetic Act[13]